# Languimberg
Languimberg és un municipi francès, situat al departament del Mosel·la i a la regió del Gran Est. L'any 2007 tenia 217 habitants.

## Demografia

### Població
El 2007 la població de fet de Languimberg era de 217 persones. Hi havia 82 famílies, de les quals 16 eren unipersonals (4 homes vivint sols i 12 dones vivint soles), 29 parelles sense fills, 33 parelles amb fills i 4 famílies monoparentals amb fills.
La població ha evolucionat segons el següent gràfic:
Habitants censats

### Habitatges
El 2007 hi havia 99 habitatges, 82 eren l'habitatge principal de la família, 11 eren segones residències i 5 estaven desocupats. 90 eren cases i 6 eren apartaments. Dels 82 habitatges principals, 67 estaven ocupats pels seus propietaris, 10 estaven llogats i ocupats pels llogaters i 5 estaven cedits a títol gratuït; 2 tenien dues cambres, 4 en tenien tres, 17 en tenien quatre i 59 en tenien cinc o més. 65 habitatges disposaven pel capbaix d'una plaça de pàrquing. A 37 habitatges hi havia un automòbil i a 36 n'hi havia dos o més.

### Piràmide de població
La piràmide de població per edats i sexe el 2009 era:
| Homes | Edats   | Dones |
| ----- | ------- | ----- |
| 0     | 95 o +  | 0     |
| 0     | 90 a 94 | 0     |
| 0     | 85 a 89 | 4     |
| 0     | 80 a 84 | 0     |
| 0     | 75 a 79 | 0     |
| 0     | 70 a 74 | 0     |
| 8     | 65 a 69 | 8     |
| 8     | 60 a 64 | 16    |
| 8     | 55 a 59 | 4     |
| 8     | 50 a 54 | 4     |
| 0     | 45 a 49 | 0     |
| 4     | 40 a 44 | 8     |
| 12    | 35 a 39 | 16    |
| 12    | 30 a 34 | 4     |
| 0     | 25 a 29 | 4     |
| 0     | 20 a 24 | 0     |
| 0     | 15 a 19 | 4     |
| 0     | 10 a 14 | 4     |
| 0     | 5 a 9   | 12    |
| 8     | 0 a 4   | 4     |

## Economia
El 2007 la població en edat de treballar era de 123 persones, 98 eren actives i 25 eren inactives. De les 98 persones actives 93 estaven ocupades (47 homes i 46 dones) i 5 estaven aturades (2 homes i 3 dones). De les 25 persones inactives 12 estaven jubilades, 6 estaven estudiant i 7 estaven classificades com a «altres inactius».

### Ingressos
El 2009 a Languimberg hi havia 77 unitats fiscals que integraven 203 persones, la mediana anual d'ingressos fiscals per persona era de 17.004 €.

### Activitats econòmiques
Dels 8 establiments que hi havia el 2007, 1 era d'una empresa extractiva, 1 d'una empresa de construcció, 3 d'empreses de comerç i reparació d'automòbils, 2 d'empreses d'hostatgeria i restauració i 1 d'una empresa de serveis.
Dels 2 establiments de servei als particulars que hi havia el 2009, 1 era una fusteria i 1 restaurant.
L'any 2000 a Languimberg hi havia 9 explotacions agrícoles que ocupaven un total de 624 hectàrees.

## Equipaments sanitaris i escolars
El 2009 hi havia una escola maternal integrada dins d'un grup escolar amb les comunes properes formant una escola dispersa.

## Poblacions més properes
El següent diagrama mostra les poblacions més properes.